# Junior Reserve Officers' Training Corps
Junior Reserve Officers' Training Corps (JROTC) är ett amerikanskt federalt program för landets gymnasier (skolår 9-12) (high schools) sponsrat av USA:s försvarsdepartement (inrikessäkerhetsdepartementet för kustbevakningen). Programmet skapades ursprungligen som en del av den av kongressen antgna 1916 års National Defense Act. Programmet expanderade sedan under ROTC Vitalization Act (1964).

## Lagrum
Enligt titel 10, sektion 2031 av United States Code är syftet med JROTC "att för studerande vid high school ingjuta medborgaranda, möjliggöra tjänstgöring för Förenta Staterna samt främjande av personligt ansvarstagande och prestationssinne." Lagen säger också att varje militärdepartement måste etablera och upprätthålla en JROTC-organisation på alla offentliga och privata sekundära utbildningsinstitutioner. Dessa JROTC-organisationer skall vara uppdelade i enheter och de skall möta de standardkrav och kriterier som beskrivs i lagen.

## Organisation

Army JROTC Shoulder Sleeve Insignia

Marine Corps JROTC Insignia

Air Force JROTC Insignia

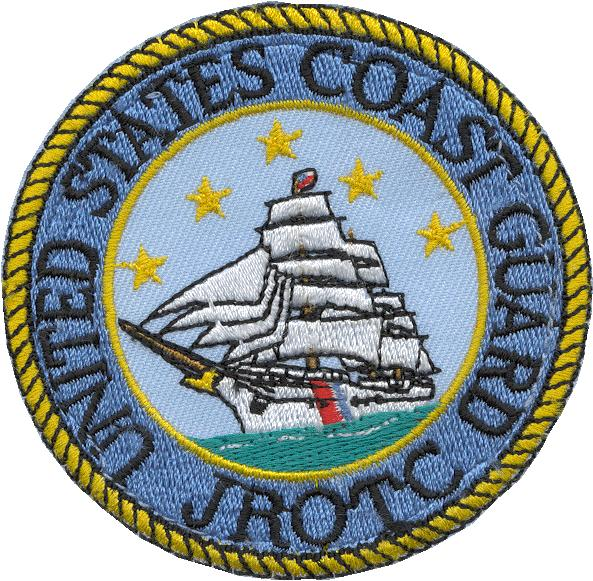
Coast Guard JROTC Insignia

Alla försvarsgrenar har sin egen JROTC-grupp. 
- Ungdomsgruppen inom USA:s armé heter AJROTC
- Ungdomsgruppen inom USA:s flygvapen heter AFJROTC
- Ungdomsgruppen inom USA:s flotta heter NJROTC
- Ungdomsgruppen inom USA:s marinkår heter MCJROTC
- Ungdomsgruppen inom USA:s kustbevakning heter CGJROTC

### Liknande organisationer i andra länder
- United Kingdom Air Cadets
- United Kingdom Army Cadets
- United Kingdom Sea Cadets
- United Kingdom Combined Cadet Force
- Australian Army Cadets
- Australian Air Force Cadets
- National Cadet Corps (Singapore)
- Royal Canadian Air Cadets
- Royal Canadian Army Cadets
- Royal Canadian Sea Cadets
- Försvarsutbildarna (Sverige)